# LéleKzet
A LéleKzet az Anti Fitness Club nevű magyar együttes második stúdióalbuma.

## Az album dalai
1. Angyal
2. LéleKzet
3. Lépj tovább
4. Ártatlan szikra
5. Lenn a Föld mélyén
6. Még1X
7. Hetedik
8. Miért nem hív
9. Végső kiáltás
10. Más ölel át
11. Mi a szívemen, a számon (közreműködött Tóth Gabi)